# The Seventh Seal
Albums de Rakim
The Master
(1999)
Singles
1. Holy Are U
Sortie : 14 juillet 2009
2. Walk These Streets
Sortie : 7 octobre 2009

The Seventh Seal est le troisième album studio de Rakim, sorti le 17 novembre 2009.
L'album s'est classé 3e au Top Rap Albums, 5e au Top Independent Albums, 9e au Top R&B/Hip-Hop Albums et 67e au Billboard 200.

## Liste des titres
| No  | Titre                                                                                                  | Contient un (des) sample(s) de                                                    | Durée |
| --- | --- | --------------------------------------------------------------------------------- | ----- |
| 1.  | How to Emcee (featuring Tracey Horton – Produit par Slyce et YSAE)                                     |                                                                                   | 4:13  |
| 2.  | Walk These Streets (featuring Maino et Tracey Horton – Produit par Needlz)                             |                                                                                   | 4:04  |
| 3.  | Documentary of a Gangsta (featuring IQ, Keith Alexander Jr. Fogah et Mark Ruglass – Produit par Y-Not) |                                                                                   | 4:12  |
| 4.  | Man Above (featuring Tracey Horton – Produit par Nottz)                                                |                                                                                   | 4:26  |
| 5.  | You and I (featuring Samuel Christian – Produit par Samuel Christian et J Wells)                       |                                                                                   | 4:42  |
| 6.  | Won't Be Long (featuring Tracey Horton – Produit par Jake One)                                         |                                                                                   | 4:49  |
| 7.  | Holy Are U (Produit par Nick Wiz)                                                                      | Holy Are You des Electric Prunes                                                  | 4:06  |
| 8.  | Satisfaction Guaranteed (Produit par Neo Da Matrix)                                                    | Satisfaction Guaranteed (Or Take Your Love Back) d'Harold Melvin & the Blue Notes | 4:26  |
| 9.  | Working for You (Produit par Bassi Maestro)                                                            | Tu Non Mi Rispetti de Bassi Maestro featuring Rido                                | 4:18  |
| 10. | Message in the Song (featuring Destiny Griffin – Produit par Nick Wiz et Lofey)                        | Interlude #1 / I Don't Know de Bobby Womack                                       | 3:52  |
| 11. | Put It All to Music (Produit par Poppa Pill)                                                           | Don't It Drive You Crazy des Pointer Sisters                                      | 4:02  |
| 12. | Psychic Love (Produit par Nick Wiz)                                                                    | Violation de Saint Tropez                                                         | 3:28  |
| 13. | Still in Love (Produit par Nick Wiz)                                                                   |                                                                                   | 2:42  |
| 14. | Dedicated (Produit par Nick Wiz)                                                                       | Don't Speak de No Doubt                                                           | 3:35  |

| 15. | Euphoria (featuring Styles P, Jadakiss et Busta Rhymes – Produit par Ty Fyffe) | 4:46 |